# Askar Akàiev
Askar (Akàievitx) Akàiev (Аскар Акаевич Акаев) o Askar Akàiev (Kyzyl-Bairak, 10 de novembre de 1944) és un acadèmic i polític kirguís, que va ser President de la República Kirguisa des de la independència del país el 1991, fins al seu enderrocament el 2005. Membre del lideratge de la República Socialista Soviètica de Kirguizstan, Akàiev va arribar al poder a octubre de 1990, en ser triat pel Soviet Suprem com a president. Després del cop d'agost i la dissolució de la Unió Soviètica, Akàiev va declarar la independència del seu país i va ser legitimat per un referèndum popular com a primer president del nou estat. Va ser reelegit per un aclaparador marge el 1995, aquesta vegada en eleccions directes.
Durant la seva presidència, a diferència dels països veïns, el govern kirguís era considerat molt més lliberal que els estàndards de l'Àsia central, sent considerat com "Parcialment Lliure" i "electoralment democràtic" per Freedom House. No obstant això, el govern d'Akàiev va ser àmpliament vist com a corrupte i ineficient. A més, iniciant la dècada de 2000, després d'obtenir un tercer mandat en unes qüestionades eleccions, va començar a donar girs autoritaris.
A partir de 2002, l'oposició a Akàiev va començar a créixer i es van realitzar protestes de carrer contra el seu govern. El descontentament va anar augmentant cap a 2005, en apropar-se els següents comicis presidencials. Davant aquesta situació, Akàiev va prometre no presentar-se a un quart mandat. Tot i això, al febrer d'aquell any, es van celebrar eleccions legislatives, en les quals la coalició oficialista va obtenir la victòria enmig d'acusacions de frau electoral i amb dos dels fills d'Akàiev, Aidar i Bermet, rebent escons, la qual cosa va portar a pensar que Akàiev realitzaria una successió presidencial dinàstica. El 22 de març del 2005 va ocórrer un esclat social, amb els manifestants exigint la invalidació dels resultats de les eleccions legislatives i la renúncia d'Akàiev. Davant la possibilitat d'una guerra civil, Akàiev va presentar la seva renúncia el 23 de març i es va exiliar del país. La seva dimissió no va ser legalment reconeguda fins a l'11 d'abril.
El seu enderrocament, conegut com a Revolució de les Tulipes, va ser en gran manera espontani i va mancar d'un líder autèntic, per la qual cosa després de la renúncia d'Akàiev es va desfermar gairebé immediatament una lluita de poder que portaria a l'establiment del règim de Kurmanbek Bakíev, i al seu eventual enderrocament per mitjà d'una revolta similar, la qual establiria una democràcia parlamentària que regeix fins a l'actualitat.

## Formació i carrera
Akàiev va néixer a Kyzyl-Bairak, el 10 de novembre de 1944. Akàiev es va graduar de l'Institut de Mecànica i Òptica Fines de Sant Petersburg el 1967, on va obtenir un batxillerat amb honors en matemàtiques, enginyeria, i informàtica. Va obtenir després un diploma de doctorat el 1981 de l'Institut de Física i Enginyeria de Moscou, després d'haver escrit la tesi doctoral. Es va convertir en membre de l'Acadèmia de Ciències de la República Socialista Soviètica del Kirguizstan el 1984, vicepresident d'aquesta mateixa acadèmia el 1987, i president el 1989. Va ser triat com el diputat al Verjovny Sovet (Верховный Совет, Soviet Suprem de la Unió Soviètica) aquest mateix any.
Akàiev va començar a treballar com a mestre el 1977 a l'Institut Politècnic de Biskek. Uns membres del Gabinet Presidencial eren els seus amics i estudiants.

## Presidència

### Arribada al poder i eleccions
El 25 d'octubre de 1990, el Soviet Suprem de l'URSS va considerar Akàiev com a candidat a la presidència. Dos candidats es van enfrontar per aconseguir la presidència del país: Apàs Jumagúlov i Absamat Masaliyev, però no van poder ajuntar una majoria de vots al Soviet Suprem necessitats per guanyar. Dos dies després, el 27 d'octubre del 1990, el Soviet Suprem va triar Akàiev com a president de la república. Durant aquest període, el Kirguizstan es va oposar a l'intent de cop d'estat a la Unió Soviètica a l'agost 1991.

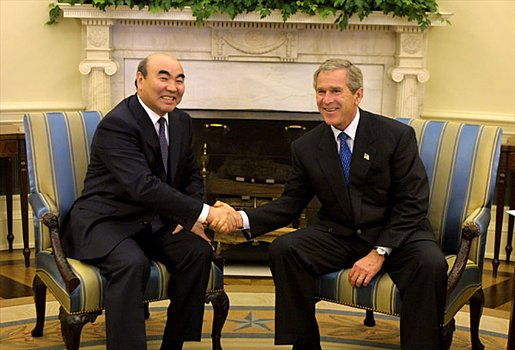
Akàiev al costat del President dels Estats Units George Bush el 2002.

Akàiev va ser vist inicialment com un líder liberal. Va comentar en una entrevista de 1991 que “Encara que sóc comunista, la meva actitud bàsica envers la propietat privada és favorable. Crec que la revolució en l'esfera de l'economia no va ser feta per Karl Marx, sinó per Adam Smith". Després de l'intent de cop, després de la declaració formal d'independència del Kirguizstan de la Unió Soviètica, Akàiev va ser triat com a primer cap d'estat del nou país amb 95.4% dels vots, en unes eleccions sense oposició i com a candidat independent, el 13 d'octubre de 1991.
El 5 de maig de 1993, després d'una reforma constitucional, el país va canviar el seu nom de República de Kirguizstan a República Kirguisa. Encara en aquella època diversos analistes polítics el consideraven l'únic president democràtic de l'Àsia central. Entre el 1994 i el 1996 es van celebrar dos referèndums constitucionals. El primer lliurava més poder al president, mentre que el segon augmentava el nombre d'escons a l'Assemblea Legislativa de 35 a 60, reduir el de la Cambra de Representants de 70 a 45 i limitar el nivell d'immunitat legal dels parlamentaris, més algunes reformes en la propietat privada i la llibertat de premsa. Akàiev va ser reelegit en 1995, avantatjant Absamat Masaliyev, del Partit dels Comunistes de Kirguizstan amb el 72.4% dels vots, en les primeres eleccions en la història kirguisa on hi havia més d'un candidat.
En les eleccions presidencials de 2000, Akàiev va resultar reelegit amb més del 70% dels vots. Tot i això, els comicis van ser considerats fraudulents per gran part dels observadors internacionals. El 2003, Akàiev va organitzar un altre referèndum destinat a augmentar el poder del President, sotmetre la continuïtat del seu mandat a votació, i fer unicameral el parlament. També reduïa el paper de la Cort Constitucional, malgrat li donava el poder per supervisar la constitucionalitat dels partits polítics, organitzacions socials i organitzacions religioses. Els canvis van ser aprovats per amplis marges.
Després de la independència, Kirguizstan va abandonar el ruble i va adoptar el Som el maig de 1993. Akàiev es va excusar al·legant que la moneda russa era massa inflacionària per estabilitzar l'economia. Això va provocar que Kazakhstan i l'Uzbekistan suspenguessin temporalment el comerç amb el país, però el van reprendre el 1994. Uzbekistan actualment domina el sud del país, a causa de la forta presència ètnica uzbeka i el comerç de gas natural altament necessari per al país. La dependència econòmica de Rússia també es va mantenir. El 1995, Akàiev va intentar vendre les companyies russes que controlaven les accions de vint-i-nou grans plantes industrials de la república, una oferta que Rússia va rebutjar rotundament. Després de pressionar amb força per a la seva inclusió, Kirguizstan es va convertir en membre de la unió duanera que Rússia, Belarús i Kazakhstan van establir al febrer de 1996.

### Oposició al seu mandat

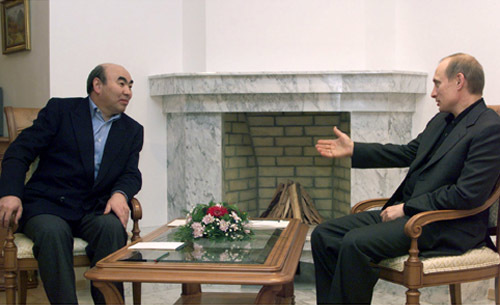
Akàiev juntament amb el President de Rússia Vladímir Putin el 2002.

Les primeres manifestacions van succeir el març del 2002, més de 2000 persones van marxar per la ciutat de Jalal-Abad. D'acord amb testimonis, la policia va demanar als manifestants que paressin i els van donar quinze minuts per anar-se'n, però malgrat les seves paraules van obrir foc abans de deixar passar aquest temps. Sis persones van morir, i 61 van ser ferides (d'elles 47 eren policies i 14 ciutadans).
Al maig d'aquest mateix any, la policia de nou es va enfrontar amb els manifestants a Bixkek. La gent va demanar la renúncia d'Akàiev durant aquesta protesta, així com en una altra que va tenir lloc el novembre del 2002. El 2003, la cambra baixa del parlament Kirguiz li va concedir a Akàiev immunitat eterna contra persecucions legals. Les manifestacions van continuar durant els anys següents, amb lleus interrupcions. A desembre de 2004, després del triomf de la Revolució Taronja a Ucraïna, que va portar al poder a Víktor Iúsxenko, Akàiev va donar un discurs on va atorgar el nom a la revolució que acabaria amb el seu govern, ja que va acusar públicament Occident d'intentar provocar una "Revolució de les Tulipes", en contra seva, i va declarar que al Kirguizstan no tindrien "cap Revolució de color".
Després de les eleccions legislatives del 2005, les manifestacions es van tornar violentes. Alguns aldarulls van començar a sorgir a les ciutats d'Osh i Jalal-Abad, en els quals es van produir 10 morts. El govern aviat va anunciar que estava disposat a negociar amb els manifestants. Un líder de l'oposició va rebutjar aquestes negociacions tret que el president Akàiev hi prengués part.
Akàiev va rebutjar abandonar del poder, però va jurar no utilitzar mètodes violents per acabar les manifestacions, les quals, segons les seves paraules, eren organitzades per forces estrangeres conspirant per canviar el govern. El 23 de març, Akàiev va acomiadar el seu ministre de l'interior, Bakirdín Subanbèkov, i el seu procurador general, Myktybek Abdyldàiev, pel seu "treball pèssim" en les seves temptatives a cessar les manifestacions contra el govern.

### Revolució de les Tulipes
Akàiev havia promès deixar la seva posició de president quan arribés al seu terme final el 2005, però la possibilitat d'una successió presidencial dinàstica havia estat discutida. El seu fill, Aidar Akàiev, i la seva filla, Bermet Akàieva, van ser candidats a l'elecció legislativa del 2005. Després de les mateixes, el 24 de març de 2005, manifestants van inundar la residència presidencial a la capital del Kirguizstan de Bixkek, i van prendre el control de l'estat després d'enfrontar-se amb la policia durant una enorme revolta basada en al·legacions de frau durant el recent període de eleccions.
Els membres de l'oposició també van prendre el control de ciutats i pobles importants al sud del Kirguizstan, demanant que Akàiev renunciés després d'aquestes al·legacions de frau. Aquest dia, Akàiev va fugir del país amb la seva família. Primer va fugir al Kazakhstan i després va volar a Rússia, país des d'on va acceptar la seva dimissió davant una delegació del seu país el 3 d'abril de 2004.

## Actual posició i activitats
Akàiev treballa com a professor i investigador sènior de l'Institut Prigogine d'Investigacions Matemàtiques de Sistemes Complexos a la Universitat Estatal de Moscou. Amb Andrei Korotaiev i George Malinetsky és un coordinador del Programa de l'Acadèmia Russa de Ciències "Anàlisi de sistemes i modelització matemàtica de la dinàmica mundial". També és supervisor acadèmic del Laboratori per al seguiment dels riscos de desestabilització sociopolítica a la Universitat Nacional d'Economia de Moscou.
El juliol de 2021, Akàiev va ser inclòs en una llista de buscats per la seva participació en les operacions de la Mina d'or de Kumtor. El mes següent, Akàiev va tornar a Bishkek per primera vegada en 16 anys per cooperar amb la investigació, expressant el seu agraïment al president Sadir Japarov per permetre-li tornar.

## Reconeixements
El 2012 va rebre la Medalla d'Or Kondràtiev de la Fundació Internacional ND Kondratieff i l'Acadèmia Russa de Ciències Naturals (RAEN).
La República d'Eslovàquia li va conedir la Gran Creu (o primera Classe) de l'Ordre de la Doble Creu Blanca (2003)

## Publicacions
- Когерентные оптические вычислительные машины (в соавт., Ленинград, 1977),
- Оптические методы обработки информации (в соавт., М., 1983);
- Holographic Memory. New York, NY: Allerton Press, 1997;
- Избранные лекции по оптическим компьютерам, Бишкек, 1996;
- Рельефография, Бишкек, 1996.
- Переходная экономика глазами физика (математическая модель переходной экономики). Бишкек: Учкун, 2000;
- Думая о будущем с оптимизмом: Размышления о внешней политике и мироустройстве. М.: Международные отношения, 2004.
- Современный финансово-экономический кризис в свете теории инновационно-технологического развития экономики и управления инновационным процессом // Системный мониторинг. Глобальное и региональное развитие. М.: Editorial URSS, 2009. ISBN 978-5-397-00917-1. С. 141–162.
- О новой методологии долгосрочного циклического прогнозирования динамики развития мировой системы и России // Прогноз и моделирование кризисов и мировой динамики. — М.: ЛИБРОКОМ, 2009. С. 5-69.
- Log-Periodic Oscillation Analysis Forecasts the Burst of the «Gold Bubble» // Structure and Dynamics 4/3 (2010): 1-11 (amb Alexei Fomin, Sergei Tsirel, i Andrei Korotàiev).
- Моделирование и прогнозирование мировой динамики. М.: ИСПИ РАН, 2012. ISBN 978-5-7556-0456-7
- On the dynamics of the world demographic transition and financial-economic crises forecasts // The European Physical Journal 205, 355-373 (2012) (amb Viktor Sadovnichy i Andrei Korotàiev).
- Global Inflation Dynamics: regularities & forecasts // Structure and Dynamics 5/3 (2012): 1-15 (amb Andrei Korotàiev i Alexei Fomin).
- Technological development and protest waves: Arab spring as a trigger of the global phase transition // Technological Forecasting & Social Change 116 (2017): 316–321 (amb Andrei Korotàiev).